# Thies Prinz
Thies Ole Prinz (Berlim, 7 de julho de 1998) é um jogador de hóquei sobre a grama alemão.

## Carreira
Nas competições de clubes, Prinz joga pelo Rot Weiss-Köln na Bundesliga alemã.
Thies Prinz fez sua estreia pela seleção alemã sub-21 em 2016. Sua primeira aparição foi durante uma série de quatro nações em Valência. Mais tarde naquele ano, ele passou a representar a equipe na Copa do Mundo Júnior da FIH em Lucknow, ganhando uma medalha de bronze.
Em 2017, ele ganhou uma segunda medalha de bronze com a equipe júnior no Campeonato EuroHockey Júnior em Valência. Seu último ano com a equipe foi 2019. Ele fez várias aparições ao longo do ano, competindo em várias partidas de teste e em um torneio de oito nações em Madri. Ele terminou sua carreira júnior em alta, ganhando o ouro no Campeonato EuroHockey Júnior em Valência.
Prinz fez sua estreia pelo Die Honamas em 2017, durante um torneio de três nações em Moers. Ele competiu na primeira temporada da FIH Pro League. Após as aposentadorias de jogadores experientes após as Olimpíadas de Verão de 2020, Prinz foi oficialmente adicionado à seleção nacional.
Nos Jogos Olímpicos de Verão de 2024, em Paris, conquistou a medalha de prata no torneio masculino do hóquei sobre a grama, após confronto na final contra a equipe holandesa, que venceu nos pênaltis.